# Hirvisaaret (ö i Päijänne-Tavastland)
Hirvisaaret är en ö i Finland. Den ligger i sjön Jääsjärvi och i kommunen Gustav Adolfs i den ekonomiska regionen  Lahtis ekonomiska region  och landskapet Päijänne-Tavastland, i den södra delen av landet, 160 km norr om huvudstaden Helsingfors. Öns area är 1,6 hektar och dess största längd är 420 meter i nord-sydlig riktning.  Notera att namnet antyder att det är fråga om flera öar.